# ملكة القلوب (مسلسل)
ملكة القلوب (بالإسبانية: Reina de corazones؛ بالإنجليزية: Queen of Hearts) مسلسل تيلينوفيلا أمريكي، من إعداد مارسيلا سيتيرو، وإنتاج جوشوا مينتز، وأورييلو فالكارسيل كارول لقناة تيلموندو. وبطولة باولا نونيز، أوجينيو سيلر، لورا فلوريس، خوان سولير، وكاترينا سياتشوكي.
بدأ عرضه في 28 أبريل، 2014، على قناة "Gala TV" في المكسيك وأستمر لمئة وأربعون حلقة حتى 7 نوفمبر 2014. عرضت نسخة عربية من المسلسل على قناة لنا في العراق، وعلى قناة دبي ون في الإمارات العربية المتحدة.

## القصة
رينا أورتيز تتعرض لحادث يسبب لها فقدان الذاكرة  وتنسى السنوات الثمانية الأخيرة من حياتها، حيث تزوجت من رجل الأعمال فيكتور دي روساس، وأصبحت تمتلك محل العرائس الأكثر شهرة في لاس فيغاس، لم تكن تذكر أسعد لحظة في حياتها عندما سقطت في الحب مع نيكولاس نونيز، رينا لا تشعر أنها تنتمي إلى عالم الفخامة والسلطة، وفي الوقت نفسه نيكولاس عمل كـ مخبر سري تحت هوية جديدة باسم خافيير بوليفار بحيث يسعى للانتقام بعد أن أخبرته إستيفانيا بيريز بأن رينا وفيكتور كانوا مسؤولين عن سجنه ظلماً، جيث يكافح نيكولاس ورينا من أجل كفاح حبهما الوحيد الذي لا يمكن أن يترك للصدف.

## الممثلين والشخصيات

### شخصيات رئيسية
- باولا نونيز بدور رينا أوتيز
- أوجينيو سيلر بدور نيكولاس نونيز / خافيير بوليفار
- خوان سولير بدور فيكتور دي روساس
- كاترينا سياتشوكي بدور إستيفانيا بيريز هيدالغو
- لورا فلوريس بدور سارة سميث / فيرجينيا دي لا فيغا

### شخصيات ثانوية
- غابرييل كورونيل بدور فرانك مارينو
- هنري زاكا بدور أوكتافيو دي روساس / جيرونيمو دي روساس
- باولو كيفيدو بدور إسيدرو كاستيو
- سيرجيو مور بدور فيرناندو سان خوان / باتريسيو بيكاسو «إل سوبريمو» / جورجيو بيريز
- جيرالدين غالفان بدور غريتا دي روساس
- بابلو أزار بدور خوان هوزيه غارسيا
- واندا دي إيزيدورو بدور سوزانا سانتيان
- ماريا لويزا فلوريس بدور كوستانزا «كوني» ليفيا
- تالي غارسيا بدور كاميلا دي روساس
- روزاليندا رودريغيز بدور كارمن سوليس
- بالوما ماركيز بدور ميريام فوينتيس
- راؤول أرييتا بدور أندريس هيلداغو
- إيزيكيل مونتالت بدور خوان بالبوا «روكي»
- بريسيلا بيراليس بدور ديلفينا أورتيز
- سيباستيان فيرات بدور كريستيان بالاسيوس
- ماريسا ديل بورتيو بدور أسونسيون غوميز / ماروخا توريس
- غيدو ماسري بدور داميان هيرنانديز
- نيكول أبويينو بدور كلارا دي روساس
- إمانويل بيريز بدور رومان ليفيا

### ضيوف الحلقات
- خوان بابلو غامبوا بدور ماورو مونتالبان
- كارلوس فيرو بدور لازارو ليفيا
- ماريتزا بوستامانتي بدور جاكلين «جاكي» مونتويا
- جيسيكا ماس بدور أليسيا بالاسيوس «لا كوبرا»
- مارثا ميخاريس بدور «باز»

## البثّ
عرض المسلسل لأول مرة على قناة "Gala TV" في 28 أبريل، 2014، حتى 7 نوفمبر، 2014. ثم عرض على قناة تيليموندو في 7 يوليو، 2014 حتى ديسمبر، 2014.

### البثّ حول العالم
عرض المسلسل على العديد من القنوات حول العالم:
| البلد                    | القناة                   | مراجع  |
| ------------------------ | ------------------------ | ------ |
| العراق                   | قناة لنا                 | [ 12 ] |
| الإمارات العربية المتحدة | دبي وان                  | [ 13 ] |
| إسبانيا                  | "Love TV"                |        |
| سلوفينيا                 | "POP TV"                 |        |
| منغوليا                  | "Edu TV"                 |        |
| دول أمريكا الجنوبية      | "Telemudo International" |        |
| السلفادور                | "TCS Canal 2"            |        |
| روسيا                    | "Sony TV"                |        |

## وصلات خارجية
- الموقع الرسمي
- ملكة القلوب على موقع قناة لنا
- ملكة القلوب على موقع IMDb (الإنجليزية)
- ملكة القلوب على موقع كينوبويسك (الروسية)
- ملكة القلوب على موقع قاعدة بيانات الفيلم (الإنجليزية)